# George Wendt
George Robert Wendt (Chicago, 17 oktober 1948 – Los Angeles, 20 mei 2025) was een Amerikaans acteur. Hij is vooral bekend geworden door de televisieserie Cheers, waarin hij de rol van Norm Peterson vertolkte.

## Biografie
Wendt werd geboren in Chicago en groeide er op. Hij had een BA-titel in economie. Na zijn studie sloot hij zich aan bij het komediegezelschap The Second City. Vanaf 1980 was hij in diverse bijrollen te zien films en televisieseries. Zo speelde hij mee in de film House en in een aflevering van M*A*S*H, waarin hij doktershulp nodig heeft omdat er een biljartbal vastzit in zijn mond.
In 1982 werd hij gecast voor de sitcomserie Cheers, waarin hij de stamgast Norm Peterson speelde. Gedurende elf seizoenen was Wendt in alle 273 afleveringen van Cheers te zien. Hij werd zes keer genomineerd voor een Emmy Award als beste acteur in bijrol hiervoor.  Tevens verscheen hij als Norm in gastrollen in de series St. Elsewhere, The Tortellis, Wings, The Simpsons (stem), Frasier en The Family Guy.
In 1995 kreeg Wendt een eigen serie, The George Wendt Show. Het programma werd wegens gebrek aan succes na zeven afleveringen stopgezet. Hij verscheen als zichzelf in de serie Seinfeld, werkte tussen 1986 en 2003 meerdere keren mee aan Saturday Night Live en was de vader van Macaulay Culkin in de videoclip van de single Black or White van Michael Jackson. In 2001 was Wendt in zes afleveringen van de jeugdserie Sabrina, the Teenage Witch te zien. Vanaf oktober 2007 speelde hij in het Neil Simon Theatre op Broadway de rol van Edna Turnblad in de musical Hairspray.

### Persoonlijk
Wendt trouwde in 1978 met collega-actrice Bernadette Birkett. Het stel kreeg drie kinderen. Birkett verleende enkele keren haar medewerking aan Cheers als de stem van Vera Peterson, de vrouw van Wendts personage Norm. Hoewel vaak besproken in het café, verscheen ze nooit in beeld, op één keer na waarin Vera heel even te zien is, maar direct een taart in haar gezicht krijgt.
Hij was de oom van acteur en komiek Jason Sudeikis, de zoon van zijn zuster.
Wendt overleed op 20 mei 2025 op 76-jarige leeftijd.